# مالیه شیدی
مالیه شیدی (انگلیسی: Malyye Shidy) یک شهرک در شهرستان نوریمانوفسکی استان باشقیرستان کشور روسیه است.